# 倉敷市立下津井中学校
倉敷市立下津井中学校（くらしきしりつ しもついちゅうがっこう）は、岡山県倉敷市下津井吹上にある公立中学校。

## 沿革
- 1947年（昭和22年） - 児島郡下津井町立下津井中学校として開校する。
- 1948年（昭和23年） - 合併により児島市立下津井中学校に改称。松島分校が設置される。
- 1955年（昭和30年） - 釜島分校が設置される。
- 1957年（昭和32年） - 六口島分校が設置される。
- 1958年（昭和33年） - 現在地に移転する。
- 1967年（昭和42年） - 合併により倉敷市立下津井中学校に改称する。
- 1970年（昭和45年） - 釜島分校が休校。
- 1974年（昭和49年） - 六口島分校が休校。
- 1989年（平成元年） - 松島分校が休校、釜島・六口島分校が廃校。
- 2000年（平成12年） - 松島分校が廃校。

## 部活動
- 野球部
- ハンドボール部
- ソフトテニス部

- 美術部
- 音楽部
- 郷土芸能部

## 通学区域が隣接している学校
- 倉敷市立味野中学校
- （香川県）坂出市立坂出中学校 （海を挟んで隣接。）
- （香川県）丸亀市立本島中学校 （海を挟んで隣接。）